# Jenny Mowe
Jennifer Mowe-Joseph (ur. 25 lutego 1978 w Mission Viejo) – amerykańska koszykarka występująca na pozycji środkowej. Po zakończeniu kariery otworzyła własny biznes – cukiernię.

## Osiągnięcia
Na podstawie, o ile nie zaznaczono inaczej.
Drużynowe
- Brązowa medalistka mistrzostw Polski (2002)

Indywidualne
- 2-krotna uczestniczka meczu gwiazd PLKK (2001, 2002)

Reprezentacja
- Mistrzyni świata U–19 (1997)[2]